# Rockets (groupe)
Pour les articles homonymes, voir Rocket.
Les Rockets est le nom d'un groupe de rock français formé en 1974,. Les chansons du groupe ont comme thème l'espace. Leur musique, mélange d'électro, de pop, de disco et de rock, fait penser à celle de Kraftwerk, Giorgio Moroder, Devo, voire Daft Punk.

## Membres du groupe
Rockets
- John Biancale – chant (depuis 2006)
- Patrick Mallet – batterie (1974)
- Guy Maratrat – guitare (1974–1975)
- André Thus – claviers (1974–1975)
- Christian Le Bartz – chant (1974–1983)

## Discographie
- 1976 : Les Rockets
- 1978 : On the Road Again
- 1979 : Plasteroid
- 1980 : Live
- 1980 : Galaxy
- 1981 : π 3,14
- 1982 : Atomic
- 1984 : Imperception
- 1986 : One Way
- 1992 : Another Future
- 2003 : Don't Stop
- 2014 : Kaos
- 2019 : Wonderland